# Percy (Manche)
Percy is een plaats en voormalige gemeente in het Franse departement Manche in de regio Normandië en telt 2.280 inwoners (2017). De plaats maakt deel uit van het arrondissement Saint-Lô.

## Geschiedenis
Percy was de hoofdplaats van het gelijknamige kanton tot dit op 22 maart 2015 werd opgeheven en de gemeenten werden opgenomen in het kanton Villedieu-les-Poêles. Op 1 januari 2016 fuseerde de gemeente met Le Chefresne tot de commune nouvelle Percy-en-Normandie, waarvan Percy de hoofdplaats werd.

## Geografie
De oppervlakte van Percy bedraagt 36,9 km², de bevolkingsdichtheid is 57,7 inwoners per km².
De onderstaande kaart toont de ligging van Percy (Manche) met de belangrijkste infrastructuur en aangrenzende gemeenten.

## Demografie
Onderstaande figuur toont het verloop van het inwonertal (bron: INSEE-tellingen).